# Tyrotama arida
Tyrotama arida là một loài nhện trong họ Hersiliidae. T. arida được miêu tả năm 1945 bởi H. M. Smithers.